# ماونت اکو (ویرجینیای غربی)
ماونت اکو (به انگلیسی: Mount Echo) یک منطقهٔ مسکونی در ایالات متحده آمریکا است که در شهرستان اوهایو، ویرجینیای غربی واقع شده‌است.